# Korektor (przyrząd piśmienniczy)
Korektor – przyrząd piśmienniczy, w postaci pióra, płynu w opakowaniu z pędzlem lub w postaci „paska”. Używa się go do korygowania błędów piśmienniczych. Jedna z pierwszych jego form została wynaleziona w 1951 przez amerykańską maszynistkę Bettę Nesmith Graham, założycielkę firmy Liquid Paper specjalizującej się właśnie w produkcji i sprzedaży korektorów.

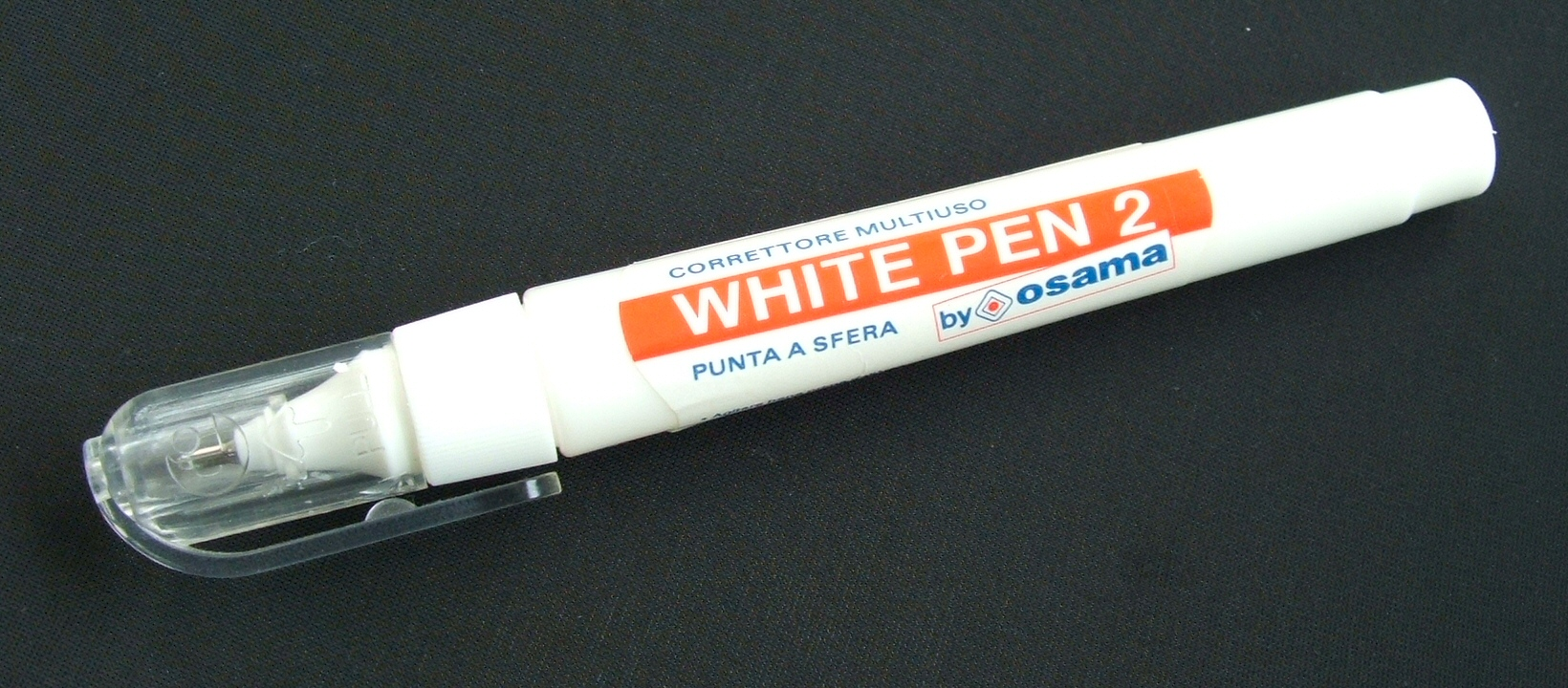
Korektor w postaci pióra
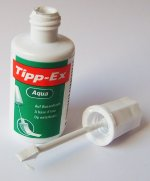
Korektor w płynie z pędzelkiem
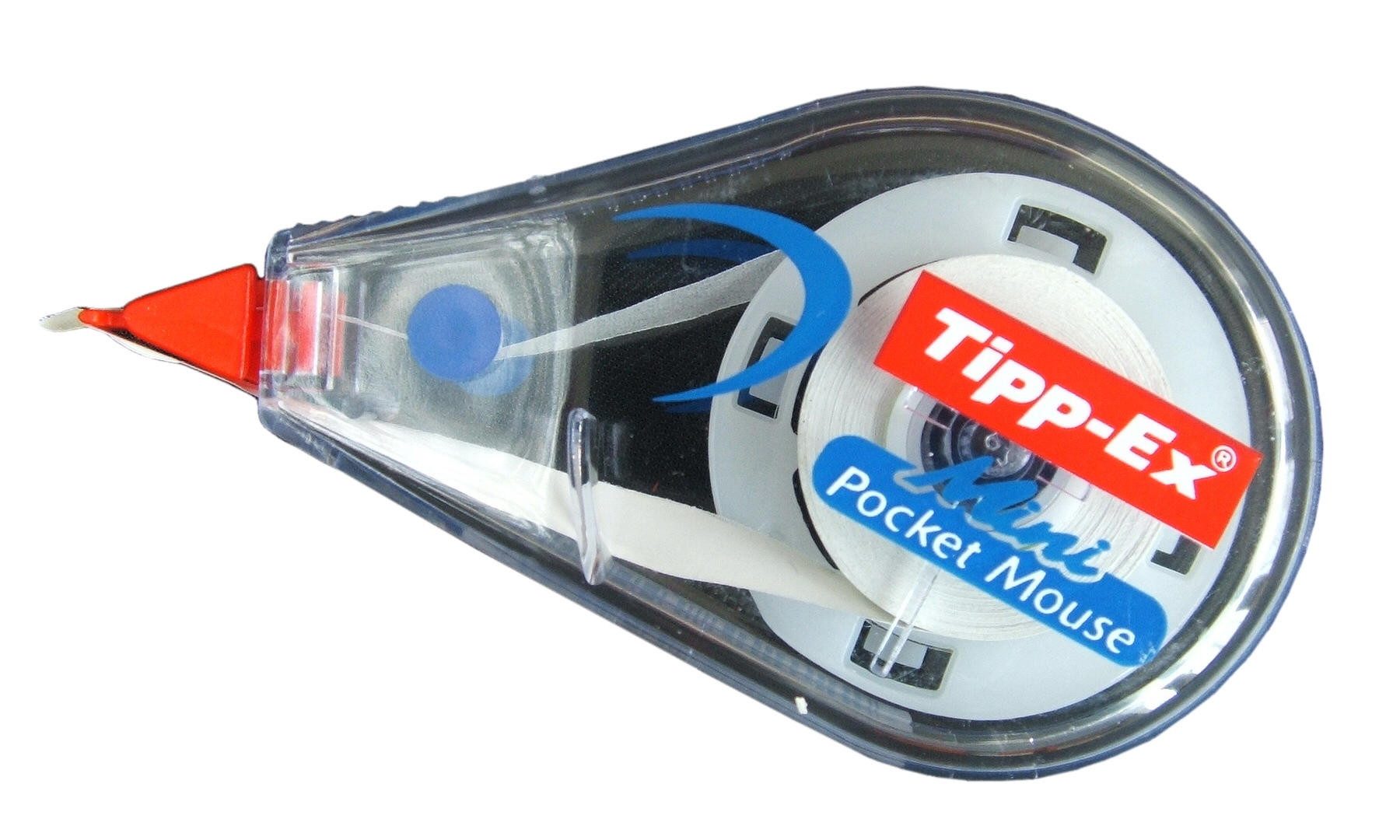
Korektor w postaci taśmy (paska)